# 沃爾特·桑薩瓦爾

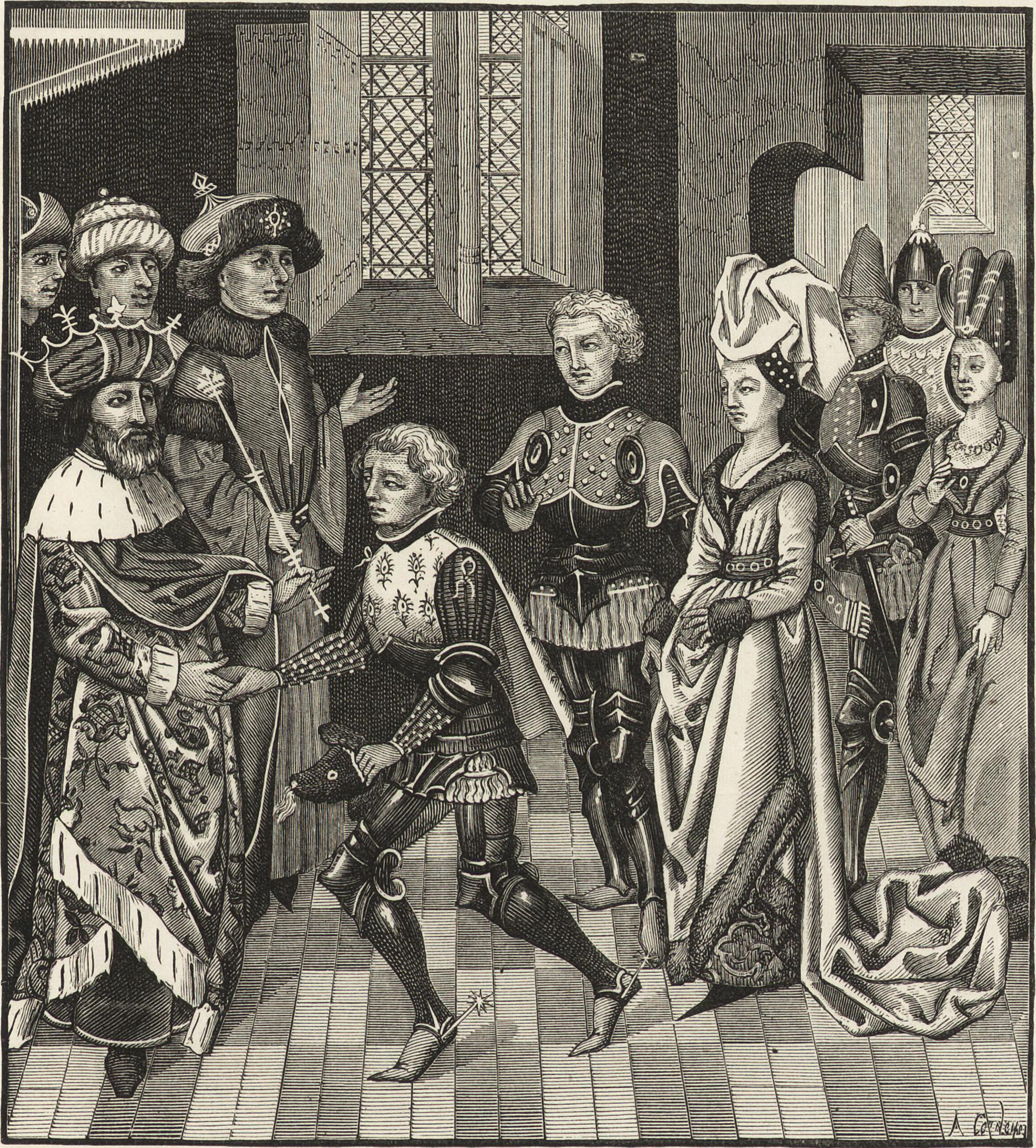
匈牙利國王允許沃爾特·桑薩瓦爾帶領平民十字軍穿越他的領土

沃爾特·桑薩瓦爾（法語：Fr. Gautier Sans-Avoir，？—1096年10月21日），也稱為「貧窮的沃爾特」，是法蘭西島省布瓦西桑萨瓦尔之領主。他在第一次十字軍東征剛開始時作為隱士彼得的副手與他共同領導平民十字軍。在留下平民十字軍的主力與隱士彼得先行出發後，他帶著他的軍團穿越了神聖羅馬帝國、匈牙利王國與東羅馬帝國的保加利亞省。雖然他們平安地通過了日耳曼與匈牙利地區，但沃爾特的部下卻洗劫了貝爾格勒地區而招致報復。而在這之後他們在拜占庭的護衛下繼續前往君士坦丁堡。
沃爾特與彼得的軍隊在君士坦丁堡會合，並由阿歷克塞一世所派的船隻運過博斯普魯斯海峽。而之後雖然隱士彼得試圖管束他的部隊，但十字軍們還是立刻對土耳其人發動攻擊並開始分裂。於是彼得便返回了君士坦丁堡請求支援，或是為了保護他自己。而沃爾特則在之後死於1096年10月21日塞爾柱國王基利傑阿爾斯蘭一世的部隊對他們的攻擊之中，據說死於射穿他的七支箭下。